# Çambaşı
Çambaşı ist ein Dorf im Landkreis Bozkurt der türkischen Provinz Denizli.
Das Dorf liegt etwa 49 Kilometer östlich der Provinzhauptstadt Denizli und 12 Kilometer südwestlich von Bozkurt. Çambaşı hatte laut der letzten Volkszählung 395 Einwohner (Stand Ende Dezember 2010).